# Tricia Chuah
Tricia Chuah (* 31. Oktober 1982 in Kuala Lumpur) ist eine ehemalige malaysische Squashspielerin. 

## Karriere
Tricia Chuah spielte von 2000 bis 2008 auf der WSA World Tour und gewann in diesem Zeitraum auf dieser einen Titel bei insgesamt fünf Finalteilnahmen. Ihre höchste Platzierung in der Weltrangliste erreichte sie mit Rang 25 im Januar 2007. Mit der malaysischen Nationalmannschaft nahm sie 2000, 2002, 2004 und 2006 an der Weltmeisterschaft teil, ebenso mehrfach an Asienmeisterschaften. 2002, 2004 und 2006 wurde sie mit der Mannschaft jeweils Asienmeister. Zudem vertrat sie Malaysia 2004 und 2006 bei den Weltmeisterschaften im Doppel und Mixed sowie 2006 bei den Commonwealth Games. Bei Südostasienspielen gewann sie 2001 mit der Mannschaft Gold sowie 2005 im Einzel Silber.

## Erfolge
- Asienmeister mit der Mannschaft: 3 Titel (2002, 2004, 2006)
- Gewonnene WSA-Titel: 1